# Телпіджі
Телпіджі (рум. Tălpigi) — село у повіті Галац в Румунії. Входить до складу комуни Гідіджень.
Село розташоване на відстані 205 км на північний схід від Бухареста, 77 км на північний захід від Галаца, 128 км на південь від Ясс, 149 км на схід від Брашова.

## Населення
За даними перепису населення 2002 року у селі проживали 2088 осіб. Усі жителі села рідною мовою назвали румунську.
Національний склад населення села:
| Національність | Кількість осіб | Відсоток |
| -------------- | -------------- | -------- |
| румуни         | 1977           | 94,7%    |
| цигани         | 111            | 5,3%     |